# 南相馬ジャスモール
南相馬ジャスモール（みなみそうまジャスモール）は、福島県南相馬市原町区大木戸にあるショッピングセンター。

## 概要
相双地区最大のショッピングセンターであり、イオンスーパーセンターを核店舗とする。2007年に着工し、2008年9月に開業を予定していたが、景気低迷などの影響もあり、ガソリンスタンドのみ先行して開業、その他は2009年7月31日に開業した。
ジャスモールの由来はデベロッパーであるジャストの「ジャス」と大型ショッピングセンターを意味する「モール」を合わせたものであり、イオングループのジャスコからではない。
近郊にはショッピングタウンベガの核店舗であるイオン相馬店があったが、当施設開業後も2022年7月31日まで営業を継続した。なお、当時のジャスコ相馬店の入口には閉店を否定する旨の張り紙が貼られていたことがある。

### 福島第一原子力発電所事故による影響
2011年3月11日の東北地方太平洋沖地震で、当SCでも大きな揺れがあった。また、当SCは東日本大震災による放射能漏れ事故を起こした福島第一原子力発電所の20-30km圏内にあり、同年4月11日に当SCを含む南相馬市の一部などで放射線の累積線量が年間20ミリシーベルトに達する恐れのある「計画的避難区域」へと指定された。そのため、一時的に営業を休止していたが2011年5月6日に時間限定ながら営業が再開された。

## 沿革
- 2007年（平成19年） - 工事が着工する。翌年の9月に開業予定となる。
- 2009年（平成21年）7月31日 - 「南相馬ジャスモール/イオンスーパーセンター南相馬店」がグランドオープン。
- 2011年（平成23年）
  - 3月11日 - 東北地方太平洋沖地震による福島第一原子力発電所事故により、当面の間休業する。
  - 5月6日 - 本日より臨時営業が再開される。
- 2019年（令和元年）7月31日 - 開店10周年を迎える。
- 2020年（令和2年）3月1日 - イオン東北株式会社発足に伴い、「イオンスーパーセンター南相馬店」リカー売場をイオンリテールからイオン東北に移管。
- 2025年（令和7年）3月1日 - 合併に伴い「イオンスーパーセンター南相馬店」の運営をイオンスーパーセンターからイオン東北に移管。

## フロアとテナント

### フロア概要
核店舗のイオンスーパーセンター南相馬店と35の専門店で構成される。
| 階  | フロア概要                       |
| --- | -------------------------------- |
| 1階 | 直営売場・専門店街・フードコート |

### 主なテナント（イオンスーパーセンター南相馬）
フード
- ミスタードーナツ（ドーナツ）
- 宝介（ラーメン）
- 不二家（洋菓子）
- パン工場（ベーカリー）

グッズ
- キュララ（ファンシー雑貨）
- PETEMO（ペット用品）

サービス
- ペットプラザフレンディ（ペット）
- 住まいの市場 SUMA.1（ハウスショップ）

出店テナント全店の一覧詳細情報や、営業時間およびATMを設置している金融機関の詳細は公式サイトを参照

### 専門店街（南相馬ジャスモール）
ファッション・グッズ
- ハニーズ（レディス）
- ブティックヤマシタ（レディス）
- シュープラザ（靴）
- バッグ・カバン モリ（鞄）
- ザ・ダイソー（100円ショップ）
- TSUTAYA（書籍）
- 菊秀（陶器）

サービス・エンターテイメント
- 印ショップ北峰堂（ハンコ）
- セカンドエポック（リサイクル）
- トゥモア（エステサロン）
- Blessing Room（NPO法人）
- セントラル MEGA STAGE1000（パチンコ・スロット）
- 南相馬ジャスモール セルフ給油所（ガソリンスタンド）

※テナント情報は2022年3月時点

## アクセス
鉄道
- JR常磐線 - 原ノ町駅から徒歩で約35分

自動車
- 常磐自動車道 - 南相馬ICより約7分